# En by mod vest
En by mod vest er en dokumentarfilm fra 1986 instrueret af Jens Christian Top efter eget manuskript.

## Handling
Et portræt af byen Esbjerg, hvis motto er: Rask må det gå!